# كوينتوس لوتاتيوس كاتولوس
كوينتوس كاتولوس (باللاتينية: Quintus Cato) كان قائدًا رومانيًا ولد في القرن الثاني قبل الميلاد. يعتبر كاتولوس من بين قائد عسكري الذين خدموا في الحروب الكارثية ضد هانيبال البارثي، وقاد الجيوش الرومانية في المعارك ضد العدو في العديد من المناطق.

## حياته العملية
بدأ كاتولوس حياته العسكرية في الجيش الروماني وشارك في العديد من الحروب، وتميز في الحروب ضد هانيبال البارثي. وكان من بين القادة الذين شاركوا في حملة شمال إفريقيا في القرن الثاني قبل الميلاد، وشارك في الحرب الثانية ضد كارثاجو وحرب إسبانيا، وكذلك الحرب السورية.

## حياته الشخصية
لم يتوفر الكثير من المعلومات حول حياة كاتولوس الشخصية، ولكنه كان معروفًا بأنه قائد عسكري جيد، وعُرف بشجاعته وقدرته على الإدارة الفعالة للجيوش.

## عائلته
لم يتم الكشف عن الكثير من المعلومات حول حياة كاتولوس الشخصية والعائلية

## الإرث
تم تذكير الجمهور بشجاعة كاتولوس ومهارته في القيادة، ويُذكر اسمه في العديد من الكتب التاريخية والروايات الرومانية. ومن بين الحركات التي اعترفت بمهارات كاتولوس العسكرية هي حملة شمال إفريقيا وحرب إسبانيا.